# 鈴木千尋 (声優)
鈴木 千尋（すずき ちひろ、1977年2月17日 - ）は、日本の男性声優。山形県出身。フリーであり、オフィスモノリスと業務提携。

## 経歴

### 生い立ち
母親がアマチュアで演劇活動をしていたことから、幼い頃より舞台に親しんだという。
子供の頃はテレビアニメ『天空戦記シュラト』が好きで見ていたという。小学生の時、学芸会で芝居をする機会があったが、通っていた学校は成績が良い子しか主役を演じさせてくれなかった。鈴木自身は成績があまりよくないため、主役を演じさせてくれなかったという。
その時の演目が、布袋様と恵比寿様が相撲とる、といった絵本の話が題材であり、そのどちらかを演じたかった。しかし主役を演じたのは児童会長と副会長のような人物たちが演じ、鈴木は相撲をとる2人を盛り上げるネズミ役を演じた。その時はじっと座ってる喋らない役であり、それが少しショックだったという。布袋様と恵比寿様のどちらかを演じていたら、そこで満足し、2010年時点のはここにはいなかったかもしれないと語る。
中学進学後、演劇部もなく、劇団に入団することもなかったため、中学時代は両親がしていたテニス部に所属。当初は軟式テニス部に所属していたが、3年生の時に硬式テニス部が新設されてからは、そちらを中心に活動していた。同じくテニス部に所属していた友人に貸してもらった山寺宏一といった声優達が出演していたミニドラマ的なショートコントのようなCDのようなもので初めて、職業としての声優を知った。中学時代は応援団だった。
CDから声優の面白さに興味を持ち、中学卒業記念に友人と一緒にそのCDドラマの内容をすべて台本に起こして演じており、遊んで作っていたカセットテープが、声優初体験だったと語る。
しかし鈴木は仲間内で楽しむだけであり、プロを目指そうとも思っておらず、「大学に進学することが当たり前だ」と思っていた。声優志望だった友人に夢を託していたが、その友人は大学に合格し、声優の道には行かなかったという。
中学時代の成績は良くなく、高校時代は国語がいきなり好きだった時期もあり、国語と元々得意だった美術だけは、高校1年生から高校3年生まで5だった。ただし、英語、数学は全くダメで放課後、居残りさせられたこともあり、完全に文系だった。
高校時代は美術部に所属して、油絵を描いていた。声優として活動していなかったら地元に陶芸の釜があり、足を運んでいたこともあり画家か陶芸家と語る。美術大学を目指しており、「油絵だけじゃなくてアクリル絵の具とかもっと違った画材も使えるのが面白そうだな」と思っていた。しかし美術大学の受験には5教科が必要であり、国語と美術は成績が良かったが、ほかがダメであり、結局は大学に不合格。「さあ、どうしよう」となっていた時に、「声優になりたい！」という熱が生まれたという。
高校卒業後、代々木アニメーション学院仙台校で1年、東京の日本ナレーション演技研究所で2年学び、その後アイムエンタープライズに所属する。父親が銀行員であり、親類も公務員が多かったために、声優という不安定な職業に就くことを反対されていた。当時、日本ナレーション演技研究所の社長が、仙台校に来て、オーディションをしてくれた。その時は卒業公演で主役を狙ってたが、見事に落選して、挫折感でいっぱいだった。「くそーっ」と思い、このオーディションも「普通にやったって受からないな」、「どうせダメなら全力でやってやるって！」と思い、ある程度ポエムを覚えて、ほとんど見ないで、でんぐり返しなどし、体動かして演じていた。「これでダメだったらしょうがないや」と思っていたところ、見ていた社長が「鈴木くんだったね。鈴木くんは今まで仕事やったことあるの？」と聞かれていた。その時に「なんでそんなこと言うんだろう」と思いながらも、「ないです」と答えていたところ、「そうですか、わかりました」と終わったという。専門学校時代の1年間は父親とほとんど口を利かなかったが、養成所の入所試験に合格し「わかった。お金のことは心配せずに東京に行きなさい」と言ってもらい、上京を許される。
日本ナレーション演技研究所時代、当時のクラスは特待生の保志総一朗と一緒に勉強していたことからトップばかりだった。講師を務めていた沢木郁也に、初日で何度もダメ出しをされて、「だめだ、山形に帰ろう。無理だ、続かない」と相当ヘコまされ、初めて実家に泣き言も言っていた。
その時、授業が終えた後、保志に「帰るの？ 飲みに行くけど行かない？」と飲み会に誘われた。行っていたところ、沢木が席の目の前にいたが、話していたところ、すごく気に入ってくれたようで、「あと1年で卒業できるんだから俺のところにいろ」とかわいがってもらい、2年目の時には卒業用のテープの主役に入れてくれたという。

### デビュー後
初仕事は同学院時代の卒業間際にオーディションを受けた教育系のゲームの主役ともう1人役の2役であった。1998年ガイナックス制作のテレビアニメ『彼氏彼女の事情』の有馬総一郎役で声優デビューする。当時所属していた事務所は浅葉役を演じさせようと思い、オーディションに行かせてくれたようで、「楽しそうだ」と思い、オーディション会場に行っていた。その時に後の宮沢洋之役の草尾毅などのベテランの先輩たちがたくさんおり、「うわぁ、絶対無理やん。受かるわけないやん」と自分なりに浅葉役を演じて帰ろうとしていた。その時に庵野秀明が、「ちょっとこれやって」と有馬役のオーディション用のペラ(台詞が書かれた紙)をもらい、「アレ？ うーん、わかんないけどやってみるか」としていたところ合格したという。
アニメーションでアテレコ自体も、養成所で1、2回少ししていたことがあるくらいの状態だった。有馬役を演じていた時は、えらい喋る役で、「もう、口パクが合わない、合わない！ だ」と演じたことなかった。元々早口だが、アニメの場合はたくさんの台詞量の中でも、ゆっくり喋らなくてはいけなかったことから、大変だったという。音響監督が最初の頃は「口パクはあまり気にしなくていいよ。あとで合わせるから」と言ってくれてたが、そのうち「口パクが1秒以上余るのは、おまえが初めてだよ」と言われていた。
最初はなにも考えずに当てたが、食事会の時に草尾が「おまえ何も考えずにやってるだろ」、「はい」、「それがいいんだよ、そのままやりなさい」と言ってくれた。この頃、元・演劇集団 円で演出をしていた志水良旺が主宰するワークショップで当時、所属していた事務所がお金を出してくれて、役者を通わせてくれており、そこで改めて芝居の勉強をし始めた。今度は草尾に「いろいろ考えるようになったよな」、「はい」、「下手になったよな」、「はい」、「それでいいんだよ。自分で考えて芝居をしようと思ってるからそれはそれでいい。下手のなり方なんだよ。覚えておけばいい。これが本当の自分の力で、鈴木 千尋っていう力でつかんだものではない。終わってからが、おまえの本当の力なんだよ」と仰ってくれた。
草尾の言った通りであり、『彼氏彼女の事情』が終えてから、仕事がなくなった。そこで、「あ、こういうことか」と実感し、「これから自分の力で役を取っていかなきゃいけないことなんだな」と思ったという。ビッグタイトル過ぎて、逆にリスクも大きく、そこらへんの葛藤もしばらくあった。この頃に来る役といえば、優等生ばかりだったから、ワークショップでは、感情を爆発させた芝居をしたかったため、もっと情熱的なこともしたかった。優等生のキャラクターのため、自分の中で暴れてくる気持ちを抑えなければならず、優等生が演じにくくなり、不安定になった。それだと、なかなかオーディションに受からず、そういう葛藤の日々だった。
志水良旺は沢木郁也に続く、2人目の師匠で沢木の時がかわいかったくらいここでの稽古は厳しかった。最初に、全部を否定されていたことから、たたずまいからダメで、チャラチャラした格好でいること自体ダメだった。
「鈴木 千尋です！」という挨拶の一言からしてダメ出しをされたことから、「声が高すぎる。人間の声じゃない。人間のナチュラルな音じゃない」と言われた。最終的に沢木の時と同じく、志水にもかわいがってくれたという。
稽古場公演が多かったが、何度か舞台に立ち、主役のキムラ タクヤ役も演じていたが、ゲネプロで大声を出しすぎて、左耳の鼓膜がポーンとイカれてしまった。昔はいくらでも自分の限界を超える声が出てしまい、そのおかげで、2010年時点では限界を超える前に体が防御してしまうため、喉を傷めることがあっても枯れることはないという。近眼であり、当時はコンタクトも持ってなかったことから、舞台上では見えない状態でヘレン・ケラー状態だったという。
2000年、声優の鳥海浩輔、サエキトモと共に『デ・ジ・キャラット』から派生した声優ユニット「P・K・O」を結成。CDの発売やライブ活動などを行っていたが、後にサエキが病気療養で休業となったため活動を休止した。
2003年4月1日、所属事務所をアーツビジョンへ移籍。2010年2月1日、アーツビジョンを退所しフリーで活動。2013年2月からはオフィスモノリスと業務提携を行っている。

## 人物・特色
本人曰く「やや高めの声」を持ち、役作りの上ではこの声を多用することが多いが、低音の声を使うこともある。本人は「吹き替えがとても大好きな仕事」と公言するが、普段使う声だけではなく、低音のトーンを求められることも多く、更には自然な芝居を求められるため、結構大変だと語っている。その一例として『テイルズ オブ ジ アビス』では、ルーク役とアッシュ役の2役をその場で同時に演じる機会があり、高音トーンと低音トーンをキャラクターに応じて瞬時に切り替えて芝居をする。
『テイルズ オブ ジ アビス』のオーディションはルーク役で受けていたが、FAXで送ってくれた資料がつぶれてしまい、ルークの姿がシルエットでしかわからなかった。シルエットを見る限りでは筋肉隆々だったことから、「ちょっとマッチョなキャラクターかな」と思い、オーディションに挑んでいたところ、ぜんぜん違っていたという。「ルークでやって」と言われたため、「わかりました～」という軽い感じで、渋谷系の10代のような、「超マジうぜぇんだけど」のようなノリでしていた。その時に、アッシュ役も受けるように言われ、低めの声でしていたが、これが結構きつく、低めの声が元々出しにくかった。オーディションではひとまずしていたが、「これ決まったら相当きついぞ。喉が枯れちゃったな」と思って帰っていたところ、合格したという。
転機の作品は一番大きいのはテレビアニメ『砂ぼうず』の水野灌太役。
当時は静かでおさえた感じのキャラクターを演じることが多かったが、最初の収録の時に「二枚目キャラにならないように、三枚目で、三枚目で」と念を押された点が面白かったという。今まで演じたキャラクターは、「考えてから行動する」というタイプが多かったが、水野灌太を演じていた時は「行動してから考える」という理由が後づけのキャラクターであり、ストーリーによって、シリアスだったり、おバカだったりするため、変化が激しくて演技が大変だったが、自由に演じさせてもらえたため、気持ちがよかったという。
「二枚目じゃなくて三枚目やりたいなあって。そっちのほうでもっと枝葉を広げていけたらほかの役もできるはずなのに」と思っていたことから、三枚目のキャラクターがしっくりきたという。
鈴木自身も、二枚目ではなく三枚目だったことからそういったことが「キャラクターの中に叩き込める」と思っていたという。ここから、色々な役に全部繋がっていったという。
「スーパー戦隊シリーズ」などの特撮作品においては、アウトロー系や奇声を上げるようなテンションの高い悪役を担当する機会が多い。『轟轟戦隊ボウケンジャー』で共演した三宅健太とは、「ロックマンエグゼシリーズ」でもパートナー役として出演している。
愛称は「ちーちゃん」。高校時代からの愛称で声優仲間やファンからもこう呼ばれる。また斎藤千和や七緒はるひなどからは「ちーくん」、安元洋貴・渡辺明乃など後輩や年下の声優からは「ちーさん」、新人時代から親交のある榎本温子・杉本ゆうからは「ちぃ」と呼ばれている。
インタビューで「自分に厳しいタイプ」と言われたことがあるが、「お客さんあっての鈴木千尋だから、お客さんに喜んでもらえる状態でありたいので、自分としてはそこそこ厳しい状態に自分を置いた方がいい」とも話したことがある。
「映画館へ映画を観に行く」ことを芝居の勉強の一つとしており、「テレビでだらだら観るのと違って、完全に外界と隔離された状態で集中できる」ので自然と芝居の勉強にもなるという。
視力が悪くコンタクトレンズを着用しているが、自宅では眼鏡で過ごしている。パピヨン犬を2匹飼っている。名前は幸（ユキ/オス）と福（フク/メス）。
趣味は温泉、旅行、映画鑑賞。方言は山形弁。
座右の銘は「いっぱいいっぱいにならない」。

## 出演
太字はメインキャラクター。

### テレビアニメ
1998年
- 彼氏彼女の事情（有馬総一郎）

1999年
- 超特急ヒカリアン（快速エアポート）

2000年
- だぁ!だぁ!だぁ!（山村みずき）
- デ・ジ・キャラット クリスマススペシャル（カイ・シュヴァイツァー）
- とっとこハム太郎（2000年 - 2011年、めがねくん、山田一郎 / 稲鳥一郎） - 2シリーズ
- ビックリマン2000（サイバー司教）
- ブギーポップは笑わない Boogiepop Phantom（安能）

2001年
- 学園戦記ムリョウ（宮ノ森中部員A）
- スターオーシャンEX（アザム・ギル）
- チャンス〜トライアングルセッション〜
- テニスの王子様（2001年 - 2012年、神尾アキラ） - 2シリーズ
- 破邪巨星Gダンガイオー（天城空也）

2002年
- 奇鋼仙女ロウラン（大地真）
- 灰羽連盟（ヒョウコ）
- 円盤皇女ワるきゅーレ（森川くん）
- りぜるまいん（鳳凰院龍之介）
- ロックマンエグゼ シリーズ（2002年 - 2006年、エレキマン、汎用ナビA）　- 4シリーズ
- わがまま☆フェアリー ミルモでポン!（2002年 - 2004年、アフロ先生） - 2シリーズ

2003年
- コロッケ!（T-ボーン）
- 冒険遊記プラスターワールド（プラスター1）
- デ・ジ・キャラットにょ（カイ・シュヴァイツァー）

2004年
- アガサ・クリスティーの名探偵ポワロとマープル（カスト）
- エルフェンリート（コウタ）
- ごくせん（工藤）
- 砂ぼうず（砂ぼうず / 水野灌太）
- BPS バトルプログラマーシラセ（川原丈）
- ファンタジックチルドレン（パルザ）
- マリア様がみてる（小林正念）

2005年
- あまえないでよっ!!（2005年 - 2006年、里中逸剛） - 2シリーズ
- エンジェル・ハート（劉信宏）
- 学園アリス（宏）
- ガンパレード・オーケストラ（松尾健太郎）
- CLUSTER EDGE（クロム団2号）
- クレヨンしんちゃん（青井若造）
- MÄR-メルヘヴン-（フーギ）

2006年
- ARIA The NATURAL（火鳥泉行）
- おろしたてミュージカル 練馬大根ブラザーズ（No.1ホスト）
- すもももももも〜地上最強のヨメ〜（半蔵）
- NIGHT HEAD GENESIS（α〈アルファ〉）
- ななみちゃん シリーズ（2006年 - 2008年、得下数好、看板業者） - 3シリーズ
- パンプキン・シザーズ（マーチス）
- 武装錬金（細〈シー〉）
- 魔界戦記ディスガイア（ビューティー男爵バイアス / 中ボス）
- 名探偵コナン（2006年 - 2025年、三瀬隆、矢口公夫、茂木隆、平本、梨元靖男、福原友一、桜川将平、平沢良二、木之本要次）
- ヤマトナデシコ七変化♥（アシスタント）

2007年
- おおきく振りかぶって（2007年 - 2010年、栄口勇人） - 2シリーズ
- デュエル・マスターズ シリーズ（2007年 - 2022年、ジュラ、ベンP、メガネ） - 6シリーズ
- ZOMBIE-LOAN（千年）
- 爆丸バトルブローラーズ（2007年 - 2012年、シュン / 風見駿） - 3シリーズ
- ヒロイック・エイジ（メヒタカ・ポレ）

2008年
- あたしンち（生徒A、生徒E、町人）
- イタズラなKiss（堀内巧）
- 銀魂（2008年 - 2012年、小西恒平、茶毛助） - 2シリーズ
- 全力ウサギ（ヒラタ）
- テイルズ オブ ジ アビス（ルーク・フォン・ファブレ、鮮血のアッシュ）
- 忍たま乱太郎（2008年 - 2025年、食満留三郎、六年生、タソガレドキ忍者、忍者、宅配の男）
- のらみみ2（トリロー）
- 伯爵と妖精（ダンス教師）
- BLUE DRAGON 天界の七竜（フリオーソ）
- モノクローム・ファクター（リン）
- ロザリオとバンパイア（長井） - 2シリーズ

2009年
- エグザムライ戦国（USA）
- 源氏物語千年紀 Genji（惟光）
- 生徒会の一存（男子生徒）
- それいけ!アンパンマン（春菊さん〈代役〉）
- テガミバチ（プロメッサ）
- ヒピラくん（ゲオルゲ）

2010年
- イナズマイレブン（ディラン・キース、デモーニオ・ストラーダ）
- 刀語（真庭蝙蝠）
- スティッチ! 〜ずっと最高のトモダチ〜（生徒B）
- ドラえもん（テレビ朝日版第2期）（2010年 - 2019年、マジシャン、青少年、熱血応援マイク）

2011年
- クロスファイト ビーダマン（2011年 - 2013年、焔ナオヤ） - 2シリーズ
- C（井荻）

2012年
- エリアの騎士（国松広実）
- 獣旋バトル モンスーノ（ブレン）
- ぴっちぴち♪しずくちゃん（ミネオ君）

2013年
- キルラキル（鈴木）
- 銀河機攻隊 マジェスティックプリンス（ダニール、ラダ）
- 世界でいちばん強くなりたい!（観客達）
- ドキドキ!プリキュア（早乙女純）
- 熱風海陸ブシロード（マエダ＝カガト）
- 幕末義人伝 浪漫（戸川安弘）
- メガネブ!（鈴木徹）
- 弱虫ペダル（2013年 - 2022年、水田信行） - 5シリーズ

2014年
- ガンダム Gのレコンギスタ（ハッパ）
- Free! シリーズ（2014年 - 2018年、鴫野貴澄） - 2シリーズ
- プリパラ（クマ、リナちゃん）
- ふうせんいぬティニー（キャメロン）

2015年
- ハイキュー!! セカンドシーズン（小鹿野大樹）

2017年
- アイドルタイムプリパラ（クマ、リナちゃん）
- 終末なにしてますか? 忙しいですか? 救ってもらっていいですか?（バロニ・マキシ）
- パズドラクロス（ラー）

2018年
- サンリオ男子（土屋正）
- 遊☆戯☆王VRAINS（ウィンディ）

2019年
- イナズマイレブン オリオンの刻印（ディラン・キース）
- KING OF PRISM -Shiny Seven Stars-（G.o.d. V）

2020年
- キラッとプリ☆チャン（リナちゃん）

2021年
- マジカパーティ（2021年 - 2022年、ラゴン）

2022年
- 令和のデ・ジ・キャラット（カイ＝シュヴァイツァー）

2024年
- ぶっちぎり?!（心土阿久太郎）

2025年
- 魔法使いの約束（スノウ）

### 劇場アニメ
2000年代
- A・LI・CE（2000年、ユアン）
- 劇場版 Di Gi Charat 星の旅（2001年、カイ＝シュヴァイツァー）
- 劇場版 とっとこハム太郎シリーズ（2001年 - 2004年、めがねくん） - 4作品
- 劇場版 テニスの王子様 跡部からの贈り物 君に捧げるテニプリ祭り（2005年、神尾アキラ）

2010年代
- 劇場版アニメ 忍たま乱太郎 忍術学園 全員出動!の段（2011年、食満留三郎）
- 映画 ハイ☆スピード！-Free! Starting Days-（2015年、鴫野貴澄）
- 劇場版 弱虫ペダル（2015年、水田信行）
- 映画プリパラ み〜んなのあこがれ♪レッツゴー☆プリパリ（2016年、クマ）
- 劇場版マジェスティックプリンス 覚醒の遺伝子（2016年、ダニール）
- Gのレコンギスタ I - Ⅴ（2019年 - 2022年、ハッパ） - 5作品

2020年代
- ARIA The BENEDIZIONE（2021年、客A）
- 劇場版ハイキュー!! ゴミ捨て場の決戦（2024年、小鹿野大樹）
- 劇場版 忍たま乱太郎 ドクタケ忍者隊最強の軍師（2024年、食満留三郎）

### OVA
- 殺し屋1 THE ANIMATION EPISODE.0（2002年、イチ）
- とっとこハム太郎シリーズ（2002年 - 2004年、めがねくん） - 4作品
- デ・ジ・キャラット劇場 ぴよこにおまかせぴょ!（2003年、カイ＝シュヴァイツァー）
- CLUSTER EDGE Secret Episode（2006年、クロム団2号）
- マリア様がみてる 3rdシーズン（2006年、小林正念）
- ZOMBIE-LOAN（2007年、千年）
- テニスの王子様 Original Video Animation 全国大会篇Semifinal（2007年、神尾アキラ）
- やなせたかしメルヘン劇場 もりのヒーロー ハリーとマルタン（2008年、カマ、タヌキ）

### Webアニメ
- ケータイ少女（2007年、小鷹啓介）
- アイドルランドプリパラ（2021年、クマ）

### ゲーム
1998年
- 戦国美少女絵巻 空を斬る!!（火蓮、側近）
- e'tude prologue 〜揺れ動く心のかたち〜（中沢の婚約者）

2000年
- 7BLADES（地獄極楽丸）
- ドッチメチャ!（フレス、チュール）

2001年
- マーメイドの季節（稲城虎ノ介）
- Apocripha/0（プラチナ＝パストゥール）
- HUNTER×HUNTER 龍脈の祭壇（サバキ）

2002年
- マーメイドの季節 〜カーテンコール〜（稲城虎ノ介）
- アンリミテッド:サガ（ヒロユキ、レオン・バーガンディ）
- ファーストKiss☆物語II 〜あなたがいるから〜（氷川海）

2003年
- アークス・ファタリス 日本語版 (グルー、グルワカ)
- コロッケ!2 闇のバンクとバン女王（T-ボーン）
- コロッケ!3 グラニュー王国の謎（T-ボーン）
- スターオーシャン Till the End of Time（リーベル）
- デ・ジ・キャラット ファンタジー エクセレント（カイ＝シュヴァイツァー）
- 魔界戦記ディスガイア（ビューティー男爵バイアス / 中ボス）
- ロックマンエグゼ トランスミッション（エレキマン）

2004年
- Angel's Feather（逢坂来栖）
- コロッケ!4 バンクの森の守護神（T-ボーン）
- コロッケ! バン王の危機を救え（T-ボーン、ライムの父）
- コロッケ! Great 時空の冒険者（T-ボーン）
- スターオーシャン Till the End of Time ディレクターズカット（リーベル、ラドル・クリスチン）
- 帝国千戦記（貴沙烙）
- でじこミュニケーション2（にょ） 打倒! ブラックゲマゲマ団!（カイ＝シュヴァイツァー）
- テニスの王子様 2005 CRYSTAL DRIVE（神尾アキラ）
- テニスの王子様 RUSH & DREAM!（神尾アキラ）

2005年
- コロッケ! DS 天空の勇者たち（T-ボーン）
- テイルズ オブ ジ アビス（ルーク・フォン・ファブレ、アッシュ）
- テニスの王子様 学園祭の王子様（神尾アキラ）
- プリンセスコンチェルト（レディアス）
- ラジアータ ストーリーズ（ノゲイラ、フェリックス、ギル）
- リアライズ -Panorama Luminary-（松浦亮）

2006年
- ガンパレード・オーケストラ 青の章 〜光の海から手紙を送ります〜（松尾健太郎）
- そしてこの宇宙にきらめく君の詩（ミケール）
- テイルズ オブ ザ ワールド レディアント マイソロジー（ルーク・フォン・ファブレ）
- テニスの王子様 ドキドキサバイバル 山麓のMystic（神尾アキラ）
- ときめきメモリアル Girl's Side 2nd Kiss（氷上格）
- 鳥篭の向こうがわ（設楽）
- 魔界戦記ディスガイア2（ティンク、中ボス）
- Laughter Land（セルジ）
- Love☆Drops 〜みらくる同居物語〜（佐倉智哉）

2007年
- おおきく振りかぶって ホントのエースになれるかも（栄口勇人）
- 新婚さん 〜Sweet Sweet honeymoon〜（倉貫太一）
- スターオーシャン1 First Departure（ティニーク・アルカナ）
- すもももももも〜地上最強のヨメ〜 継承しましょ!? 恋の花ムコ争奪戦!!（半蔵）
- そしてこの宇宙にきらめく君の詩XXX（ミケール）
- テイルズ オブ ファンダム Vol.2（ルーク・フォン・ファブレ、アッシュ）
- テニスの王子様 CARD HUNTER（神尾アキラ）
- らぶ☆どろ 〜Love Drops〜（佐倉智哉）

2008年
- 紫の焔（レミエル・オルレアン・Fjr）
- 魔界戦記ディスガイア3（ビッグスター様、ティンク、中ボス）
- スペクトラルフォースジェネシス（タロン）

2009年
- アンティフォナの聖歌姫 〜天使の楽譜 Op.A〜（リュート）
- スターオーシャン4 -THE LAST HOPE-（ジオット・ヴァンディオーネ、アシュレイ・バーンベルト）
- テイルズ オブ ザ ワールド レディアント マイソロジー2（ルーク・フォン・ファブレ、アッシュ）
- テイルズ オブ バーサス（ルーク・フォン・ファブレ、アッシュ）
- テニスの王子様 ダブルスの王子様 GIRLS, BE GRACIOUS!（神尾アキラ）
- ひめひび -New Princess Days!!- 続!二学期（神代アルバート）
- MIMANA IYAR Chronicle（クレイス・シュゼット）
- Lucian Bee's RESURRECTION SUPERNOVA（ディディエ・ライトノース）
- ワンド オブ フォーチュン（ノエル・ヴァルモール）

2010年
- イナズマイレブン3 世界への挑戦!!（ディラン・キース）
- スターオーシャン4 -THE LAST HOPE- INTERNATIONAL（ジオット・ヴァンディオーネ、アシュレイ・バーンベルト）
- TAKUYO Mix Box 〜ファーストアニバーサリー〜（神代アルバート）
- 忍たま乱太郎 学年対抗戦パズル!の段（食満留三郎）
- 原宿探偵学園 スチールウッド（秋月純之助）
- ひめひび -New Princess Days!!- 続!二学期 ぽーたぶる（神代アルバート）
- 魔法使いとご主人様 New Ground 〜Wizard and the master〜（ネロ）
- Lucian Bee's JUSTICE YELLOW（ディディエ・ライトノース）
- 恋愛番長 命短し、恋せよ乙女! Love is Power（癒し番長）
- ワンド オブ フォーチュン ポータブル（ノエル・ヴァルモール）
- ワンド オブ フォーチュン 〜未来へのプロローグ〜（ノエル・ヴァルモール）
- ワンド オブ フォーチュン 〜未来へのプロローグ〜 ポータブル（ノエル・ヴァルモール）

2011年
- イナズマイレブン ストライカーズ（2011年 - 2012年、ディラン・キース、デモニーオ・ストラーダ） - 3作品
- スト☆マニ 〜Strobe☆Mania〜（六鹿律）
- テイルズ オブ ザ ワールド レディアント マイソロジー3（ルーク・フォン・ファブレ、アッシュ）
- テニスの王子様 ぎゅっと! ドキドキサバイバル 海と山のLove Passion（神尾アキラ）
- 魔界戦記ディスガイア3 Return（ビッグスター様）
- ワンド オブ フォーチュン2 〜時空に沈む黙示録〜（ノエル・ヴァルモール）

2012年
- 白華の檻 〜緋色の欠片4〜（空疎尊）
- テイルズ オブ ザ ヒーローズ ツインブレイヴ（ルーク・フォン・ファブレ）
- 東京バベル（押刃鋼）
- バクダン★ハンダン（魅神真）
- 恋愛番長2 MidnightLesson!!!（癒し番長）
- ワンド オブ フォーチュン2 FD 〜君に捧げるエピローグ〜（ノエル・ヴァルモール）

2013年
- 英国探偵ミステリア（エルロック・ホームズ〈ホームズJr.〉）
- 白華の檻 〜緋色の欠片4〜 四季の詩（空疎尊）
- スーパーロボット大戦UX（アニエス・ベルジュ）
- 図書室のネヴァジスタ THE FOOL（和泉咲）
- 名探偵コナン マリオネット交響曲（大河内和雄）

2014年
- 越えざるは紅い花〜大河は未来を紡ぐ〜（ノール）
- Double Score 〜Marguerite×Tulip〜（江守千聖）
- テイルズ オブ アスタリア（ルーク/アッシュ）
- テイルズ オブ ザ ワールド レーヴ ユナイティア（ルーク・フォン・ファブレ）
- プリパラ（クマ）
- RE:VICE[D]（シンク）
- 私のホストちゃんS（ソンミン）

2015年
- 宵夜森ノ姫（エーレンフリート・ヴィラド・フォン・シュタール）
- プリパラ&プリティーリズム プリパラでつかえるおしゃれアイテム1450!（クマ）

2016年
- 英国探偵ミステリア The Crown（エルロック・ホームズ〈ホームズJr.〉）
- ハイキュー!! Cross team match!（小鹿野大樹）
- 夢王国と眠れる100人の王子様（コロレ）
- ワンド オブ フォーチュン R（ノエル・ヴァルモール）

2017年
- アイドルマスター SideM（ルーク・フォン・ファブレ）
- テイルズ オブ ザ レイズ（2017年 - 2018年、ルーク・フォン・ファブレ、アッシュ）
- スターオーシャン4 -THE LAST HOPE- 4K & Full HD Remaster（ジオット・ヴァンディオーネ、アシュレイ・バーンベルト）

2018年
- プリパラ オールアイドルパーフェクトステージ!（クマ）

2019年
- スターオーシャン1 First Departure R（ティニーク・アルカナ）
- ドラガリアロスト（ゴクウ）
- アークナイツ（スチュワード）
- 魔法使いの約束（スノウ）

2020年
- テイルズ オブ クレストリア（ルーク・フォン・ファブレ）
- エリオスライジングヒーローズ（ノヴァ・サマーフィールド）

2021年
- スターオーシャン:アナムネシス（ティニーク・アルカナ）
- VRカレシ（楠木ゆう）
- スーパーロボット大戦30（ラダ）

2023年
- ワンド オブ フォーチュン R for Nintendo Switch（ノエル・ヴァルモール）
- アイドルランドプリパラ（クマ）

### ドラマCD
- Apocripha/0 〜Blue Tail in the Cross〜（プラチナ・パストゥール）
  - Apocripha/0 〜Passion Flower〜（プラチナ・パストゥール）
- イースVII プロローグ ドラマCD 〜綴られざる冒険譚〜（ミハイル）※Ys SEVEN初回限定版付録
- えこといっしょ。 CDでもいっしょ。 vol.1（2007年、茶の水ヒロシ）
- えむえむっ!（砂戸太郎）
- オリオンの少年 1 - 3（司馬一心）
- 革命の日（鳥羽修司）
- 彼氏彼女の事情 アクト・ゼロ（有馬総一郎）
  - 彼氏彼女の事情 メモリアルドラマCD FINAL ACT（有馬総一郎）
- キヨショー 3
- 紅茶王子 1・2（アールグレイ）
- コーセルテルの竜術士物語（ロイ）
- コルセーア 暁の女神（カナーレ・デラクア）
- THE BEST: TALES OF THE WORLD RADIANT MYTHOLOGY Plus（ルーク・フォン・ファブレ）
- G線上の魔王 サウンドドラマ-償いの章- 第一巻（藤島）
- 執事様のお気に入り（寮長）
- 白華の檻 〜緋色の欠片4〜 シリーズ（空疎尊）
  - 白華の檻 〜緋色の欠片4〜 ドラマCD 二華飾り[93]
  - 白華の檻 〜緋色の欠片4〜 四季の詩 ドラマCD 桜花ニ片[94]
  - 白華の檻 〜緋色の欠片4〜 四季の詩 ドラマCD 雪花二降[95]
- セイント・ビースト Others（ミュウ）
- Serengeti 第1巻（則久紀維[96]）
- Double Score ドラマCD 華の31歳組〜そうだ温泉、行こう〜（江守千聖[97]）
- テイルズ オブ ジ アビス（ルーク・フォン・ファブレ、アッシュ）
  - テイルズ オブ ジ アビス エピソード・ゼロ（ルーク・フォン・ファブレ）
- ときめきメモリアル Girl's Side 2nd Kiss シリーズ（氷上格）
- 図書室のネヴァジスタ ドラマCD（和泉咲）
- 忍たま乱太郎 シリーズ（食満留三郎）
  - 忍たま乱太郎 ドラマCD 一の段・三の段
  - 忍たま乱太郎 ドラマCD 用具委員会の段
  - 忍たま乱太郎 ドラマCD 六年生の段
  - 忍たま乱太郎 ドラマCD は組の段〜上巻〜
  - 忍たま乱太郎 ドラマCD は組の段〜中巻〜
  - 忍たま乱太郎CD 『忍たまがラジオにやって来た!の段』あんど『こんなこともあったんだよ、の段』[98]
- 熱風海陸ブシロード 上・下（マエダ＝カガト）
- NOBU（蘭丸）
  - NOBU学園（蘭丸）
- バイトでウィザード（少年）
- 獏-BAKU-（ダニエル）
- 伯爵と妖精 プロポーズはお手やわらかに（ダンス教師）
- 走れ!T高バスケット部（川久保透（メガネ））
- バレスタ5（小林タケル）
- パンプキン・シザーズ シリーズ（マーチス准尉）
- ひめひび -New Princess Days!!- 続!二学期 ドラマCD New Prince Days -Precious Memory For You-（神代アルバート）
- ブラザーコンプレックス（浦川）
- プラネットガーディアン（西園寺光太郎）
- ベルサイユのばら（メルシー伯）
- ほしのこえ RADIO EDITION（ノボル）
- 魔界戦記ディスガイア ドラマCD（中ボス）
  - 魔界戦記ディスガイア2 ドラマCD 1・2（ティンク）
- 魔術士オーフェン はぐれ旅「約束の地で」（マジク・リン）
- 宮沢賢治名作選集4 「風の又三郎」（一郎）
- モテハピ 〜ココロtoカラダ満ちてくる〜（南輝和弥）
- Love☆Drops 〜みらくる同居物語〜 シリーズ（佐倉智哉）
- Landreaall シリーズ（フィリップ・グレイ）
- ワンド オブ フォーチュン シリーズ（ノエル・ヴァルモール）
  - ワンド オブ フォーチュン ドラマCD 〜呪われた予告状〜
  - ワンド オブ フォーチュン ドラマCD 〜ちいさなまほうのものがたり〜
  - ワンド オブ フォーチュン ドラマCD 〜ルルのいない朝〜
  - ワンド オブ フォーチュン2 〜時空に沈む黙示録〜 ドラマCD「巡り会えた奇跡」
  - ワンド オブ フォーチュン2 〜時空に沈む黙示録〜 ドラマCD「歓迎!ミルス・クレア病院」（小児科医ノエル[99]）
  - ワンド オブ フォーチュン2 FD 〜君に捧げるエピローグ〜 ドラマCD「7つの時空でパパといっしょ!」[100]

### BLCD
- 愛され過ぎて孤独（大空深海）
  - 愛し過ぎた至福（大空深海）
- 愛してないと云ってくれ（双葉洋一）
- あしたのきみはここにいない（三尾朝陽）
- あふれそうなプール2（木津極）
- ANSWER（秦野幸生）
  - SUGGESTION 〜ANSWER2
- 偽りのアルカネット ボイスドラマ（高鳥悠斗）
- 海 シリーズ（藤木聖司）
  - 目を閉じればいつかの海
  - 手を伸ばせばはるかな海
  - 耳をすませばかすかな海
- Angel's Feather シリーズ（逢坂来栖）
- エンジェル・ゲーム前編/後編（灰谷史彦）
  - 堕天使・ゲーム前編/後編
- YEBISUセレブリティーズ7（フランソワ・リカルド）
  - YEBISUセレブリティーズ Grand Finale
- 王子様の刻印（宮田青明）
  - 王子様の正妃
- お金しかないっ（木内孝則）
- 危険な保険医カウンセラー（倉橋涼）
- キスができない、恋をしたい（安芸遼一）
- 君知るや運命の恋（樋之口奈津）
- Candy Quartz apartment（花夜野）
- コルセーア I - IX（カナーレ・デラクア）
- 執事の受難と旦那様の秘密 上・下・番外編（キアラン）
- JUNK! BOYS 1・2（梶本貴斗）
- 週末の部屋で（安達久貴）
  - 真夜中の部屋で
- scarlet（千場晴巳）
- Three Wolves Mountain（月原次狼）
- 世界は恋で満ちている（小津拓美）
- セクシーボイスで囁いて（風間秀一郎）
- SEX PISTOLS 1 - 3（円谷ノリ夫）
- 絶対束縛（東条喬志）
- その声が僕を動かす（氷室右京）
  - その声が僕を焦がす
- タクミくんシリーズ 09 夢の後先（守屋主将）
- DOUBLE CALL（風祭蒼一郎）
- だまされても好きなひと（南貴明）
- ちびトラさんの大冒険（メリー）
- テレビくんの気持ち（須藤巧）
- ネクラートホリック（朔揶）
- 春を抱いていた（沢雪人）
- 不実な恋ならたまらない -浪漫神示-（柾木十和）
- 不遜で野蛮（上條）
- ほしがりません！勝つまでは（中谷日和）
- ボディーガードは愛を継ぐ（朝比奈浩登）
- 仄かな恋の断片を（七貴）
- 胸さわぎシリーズ（澤田一秀）
- 目をとじて3秒（知花美未）
- 二重螺旋2-愛情鎖縛（桐原和音）
- よろめき番長（若葉真平）
- 恋愛協定 〜抜け駆けナシ!（立樹史郎）
- 恋愛証明書（安芸遼一）
- ロッセリーニの息子 シリーズ（ルカ・エルネスト・ロッセリーニ）
  - ロッセリーニ家の息子 略奪者
  - ロッセリーニ家の息子 守護者
- ワガママ王子 シリーズ（倉橋智也）
  - ワガママ王子にご用心!
  - ワガママ王子に危険なキス
  - ワガママ王子に甘い罠
- 笑わない人魚（森悠斗）
- DEAD シリーズ（トーニャ）
  - DEADLOCK
  - SIMPLEX DEADLOCK外伝

### ラジオドラマ
- ときめきメモリアル Girl's Station 「遊くん奮闘記」（氷上格）

### オーディオドラマ
- 蒼空のフロンティア「海神のイーグリット」（2009年、辻永翔）
- 越えざるは紅い花〜対の月〜 録りおろしボイスドラマ音源「何度でも選ぶ」（2023年、ノール）※Amazon.co.jp限定購入特典ストリーミングコード[101]

### 吹き替え

#### 映画
- アナザーワールド 鏡の国のアリス（トウィードルディー）
- エイリアン3 完全版（ゴリック）
- ハロウィンII（ブギーマン）
- MUSA -武士-（ダンセン）

#### ドラマ
- コールドケース3 #3（アンガス・ビストロング）
- ドールハウス Dollhouse（トファー・ブリンク）
- マイ・ヒーリング・ラブ 〜あした輝く私へ〜（会長〈マイケル・リー〉）
- 名探偵モンク13話 ※アメリカでの第2シーズン第1話

#### アニメ
- ゼフロンクの楽しいキッチン（ゼフロンク）
- バットマン:ブレイブ&ボールド（ノート、ベイビーフェイス）
- ヘラクレス（イカロス）

### 特撮
2006年
- 轟轟戦隊ボウケンジャー（大いなる獣レイ / クエスター・レイの声）
- 轟轟戦隊ボウケンジャー THE MOVIE 最強のプレシャス（クエスター・レイの声）

2007年
- 仮面ライダー電王（スパイダーイマジン〈本体、分離体〉の声）
- 仮面ライダー電王超（ハイパー）バトルDVD うたっておどって大とっくん!!（スパイダーイマジンの声）

2008年
- 炎神戦隊ゴーオンジャー（害地目蛮機獣ドリルバンキの声）
- 劇場版 仮面ライダー電王&キバ クライマックス刑事（クラウンイマジンの声、パトカー無線の声）

2009年
- 侍戦隊シンケンジャー（アヤカシ・ヒャクヤッパの声）

2010年
- 天装戦隊ゴセイジャー（幽魔獣・グレムリンのワライコ僧の声）

2021年
- 機界戦隊ゼンカイジャー（ホシガキワルドの声）

2024年
- 爆上戦隊ブンブンジャー（ゴンググルマーの声）

### デジタルコミック
- VOMIC キングダム（信）

### 朗読・ラジオCD
- honeybee 羊でおやすみシリーズ Vol.4 ちょっと眠ってみない?
- SONIC GUM ラジオスペシャル あまえないでよっ!!ラジオCD ※ワニブックスWeb通販限定
- Double Score 〜Gentian〜（江守千聖）
- テニスの王子様 オン・ザ・レイディオ 2004 NOVEMBER（マンスリーパーソナリティ）
- ラジオパンプキン・シザーズ
  - こちら陸情3課放送局! ラジオCD Vol.1（ゲスト）
  - こちら陸情3課放送局! ラジオCD Vol.2（CDラジオ、ゲスト）

### ラジオ
※はインターネット配信。
- P・K・Oのお前とブラック（1999年 - 2003年、ラジオ大阪）「でじこのへや」「でじこのへや2」「でじこさん」内
- インターネットラジオ 砂ぼうず（2004年 - 2005年、音泉※）
- 大河ラジオだ ブシロード（2004年 - 2005年、ラジオ大阪）
- VOICE CREW（2005年 - 2006年、NACK5）平田宏美と共にパーソナリティを務める
- テイルズ リング ジ・アビス（2006年 - 2007年、アニメイトTV※）
- オトメイトSQUARE（2010年、音泉※）
- テニスの王子様 オン・ザ・レイディオ（2010年8月・2012年5月、文化放送）マンスリーパーソナリティー
- 鈴木千尋のダイスアドベンチャー!!（2012年 - 2013年、バナフェス！タウン※）

### 映像商品
- おおきく振りかぶって 〜オレらの夏は終わらない〜
- オトメイトパーティー♪2009、2013[104]
- セイント・ビーストOthers プルミエール パーティ
- テイルズ オブ フェスティバル 2008 + ビバ☆テイルズ オブ
- テイルズ オブ フェスティバル 2009 - 2014
- テニプリフェスタ2011 in 武道館-心・技・体- （体公演のみ出演）
- 花-HANA- LIVE DVD ダイジェスト版
- Lucian Bee's ROMANXIA WORLD TOUR 2010 in YOKOHAMA

### ナレーション
- ゴゴイチ! 〜SPACE SHOWER CHART SHOW〜（スペースシャワーTV、放送終了）

### CM
- テイルズ オブ マガジン（発行・角川書店）ナレーション
- 電撃「マ）王（発行・メディアワークス）ナレーション
- 百獣大戦アニマルカイザー ナレーション

### テレビ番組
※はインターネット配信。
- あまえないでよっ!!（2005年、tvk）特番MC

### 舞台
- SOUL BLANKER（2013年、サリー）準主演

### 映画
- 今田探偵事務所（2011年、喫茶店の青年）
- ある役者の恋（2011年、数馬俊一）主演
- つばめの剣（2012年、森）

### テレビドラマ
- 土曜ワイド劇場 「ゴーストライターの殺人取材」（2012年） ‐ 佐伯隆
- 遺留捜査（2019年） ‐ 柴原仁

### その他コンテンツ
- ゆりかもめ東京臨海新交通臨海線・駅構内音声案内アナウンス - 有明テニスの森駅
- 海から来た少女マナ - 島根県立三瓶自然館プラネタリウム作品（大人の昇の声）
- 天知想像? 〜星空を見上げて〜 - 札幌市青少年科学館プラネタリウム作品

## ディスコグラフィ
- 英国探偵ミステリア キャラソンCD vol.1 ホームズJr.「時限迷宮」（ホームズJr.〈エルロック・ホームズ〉）
- Angel's Feather シリーズ（逢坂来栖）
  - KEY（羽村翔（山口勝平）とのデュエット）
  - LAST SONG（東堂紫苑（石川英郎）とのデュエット）
- すもももももも 地上最強のヨメ シリーズ（半蔵）
  - キャラクターソングCD Vol.1（巳屋本いろは（宮崎羽衣）の曲の口上）
  - キャラクターソングCD Vol.2（巳屋本いろはとのデュエット）
- セイント・ビースト Others Coupling CD Series "Others" #3 ピラト×ミュウ（ミュウ）
- そしてこの宇宙にきらめく君の詩 VOCAL COLLECTION（ミケール）
- テイルズ オブ ザ ワールド レディアント マイソロジー3 Plus（ルーク・フォン・ファブレ）※ミニドラマパート
- ときめきメモリアル Girl's Side 2nd Kiss ドラマ＆イメージソングアルバムVol.1（氷上格）
- とっとこハム太郎 シリーズ（めがねくん）
- 熱風海陸ブシロード シリーズ（鳥海浩輔・鈴木千尋・サエキトモ）
  - 熱風海陸ブシロード 〜熱き咆吼〜
  - 熱風海陸ブシロード 登場人物歌唱集 其の壱「熱源」
- P・K・O
  - We are THE ONE!
  - P・K・O
  - Black Generation
  - BLACK AMBITION
  - CAUTION!
  - First Impact
  - Second Game
  - Trinity
  - P・K・O THE BEST
- 百歌声爛 -男性声優編- III
- 魔法使いとご主人様 シリーズ（ネロ）
  - オリジナルイメージトラック Le soir
  - オリジナルイメージトラック Une etoile
- 夢の中へ（榎本温子、鈴木千尋）
- Love☆Drops 〜みらくる同居物語〜 キャラクターソングCD vol.1 Floria & Tomoya（佐倉智哉）
- Lucian Bee's JUSTICE YELLOW OPテーマ「情熱-ワンナイト-バッチョーネ」/EDテーマ「ロマンティックPuzzle」（メトロポリスV）
- ワンド オブ フォーチュン キャラクターソングミニアルバム（ノエル・ヴァルモール）

| 発売日         | 商品名                                    | 歌                                         | 楽曲                                             | 備考                                                      |
| -------------- | ----------------------------------------- | ------------------------------------------ | ------------------------------------------------ | --------------------------------------------------------- |
| 2003年1月22日  | THE BEST OF RIVAL PLAYERS III Akira Kamio | 神尾アキラ（鈴木千尋）                     | 「PERFECT GAME」 「PERFECT GAME(Remix Version)」 | テレビアニメ『テニスの王子様』関連曲                      |
| 2004年8月25日  | Wonderful days                            | プルタブと缶                               | 「Wonderful days」                               | テレビアニメ『テニスの王子様』エンディングテーマ          |
| 2004年8月25日  | Wonderful days                            | プルタブと缶                               | 「メラメラ」                                     | テレビアニメ『テニスの王子様』関連曲                      |
| 2008年8月27日  | プリズム                                  | 橘桔平（川原慶久）、神尾アキラ（鈴木千尋） | 「プリズム」                                     | テレビアニメ『テニスの王子様』関連曲                      |
| 2008年8月27日  | プリズム                                  | 神尾アキラ（鈴木千尋）                     | 「ACE of ACES」                                  | テレビアニメ『テニスの王子様』関連曲                      |
| 2010年12月15日 | Love Festival                             | テニプリオールスターズ                     | 「Love Festival」                                | テレビアニメ『テニスの王子様』関連曲                      |
| 2015年1月21日  | Party Time プルタブと缶                   | プルタブと缶                               | 「Party Time」                                   | OVA『新テニスの王子様 OVA vs Genius10』エンディングテーマ |
| 2015年7月22日  | Party Time テニプリオールスターズ         | テニプリオールスターズ                     | 「Party Time」                                   | OVA『新テニスの王子様 OVA vs Genius10』エンディングテーマ |
| 2020年11月11日 | Tales of Dream Project -Festival Songs-   | Tales of Dreamers                          | 「Endless Journey」                              | イベント『テイルズ オブ フェスティバル 2020』テーマソング |
| 2020年11月11日 | Tales of Dream Project -Festival Songs-   | 鈴木千尋                                   | 「カルマ」                                       | ゲーム『テイルズ オブ ジ アビス』関連曲                   |

### シリーズ一覧
1. ↑  第1期（2000年）、第4期『でちゅ』（2011年）
2. ↑  第1作（2001年 - 2003年）、第2作『新テニスの王子様』（2012年）
3. ↑  第1シリーズ（2002年 - 2003年）、第2シリーズ『AXESS』（2003年 - 2004年）、第3シリーズ『Stream』（2005年）、第5シリーズ『BEAST+』（2006年）
4. ↑  第1期（2002年）第3期『わんだほう』（2004年）
5. ↑  第1期（2005年）、第2期『喝!!』（2006年）
6. ↑  第3シリーズ（2006年）、第4シリーズ（2007年）、第5シリーズ（2008年）
7. ↑  第1期（2007年）、第2期『〜夏の大会編〜』（2010年）
8. ↑  【デュエル・マスターズ（2002年版）】

『ゼロ デュエル・マスターズ』（2007年）、『デュエル・マスターズ ゼロ』（2007年）、『デュエル・マスターズ クロス』（2008年）

【デュエル・マスターズ（2017年版）】

第3期『デュエル・マスターズ!!』（2019年 - 2020年）

【デュエル・マスターズ キング】

第1期（2020年 - 2021年）、第3期『キングMAX』（2022年）
9. ↑  第1期（2007年 - 2008年）、第2期『ニューヴェストロイア』（2010年 - 2011年）、第3期『ガンダリアンインベーダーズ』（2011年 - 2012年）
10. ↑  第1期（2008年）、第2期『銀魂’』（2012年）
11. ↑  第1期（2008年）、第2期『CAPU2』（2008年）
12. ↑  第1期（2011年 - 2012年）、第2期『eS』（2012年 - 2013年）
13. ↑  第1期（2013年 - 2014年）、第2期『GRANDE ROAD』（2014年）、第3期『NEW GENERATION』（2017年）、第4期『GLORY LINE』（2018年）、第5期『LIMIT BREAK』（2022年）
14. ↑  第2期『-Eternal Summer-』（2014年）、第3期『-Dive to the Future-』（2018年）

### ユニットメンバー
1. 1 2  跡部景吾（諏訪部順一）、忍足侑士（木内秀信）、真田弦一郎（楠大典）、千石清純（鳥海浩輔）、切原赤也（森久保祥太郎）、伊武深司（森山栄治）、神尾アキラ（鈴木千尋）
2. ↑  越前リョーマ（皆川純子）、跡部景吾（諏訪部順一）、佐伯虎次郎（織田優成）、幸村精市（永井幸子）、亜久津仁（佐々木望）、不二裕太（冨田真）、白石蔵ノ介（細谷佳正）、木手永四郎（新垣樽助）、神尾アキラ（鈴木千尋）
3. ↑  越前リョーマ（皆川純子）、手塚国光（置鮎龍太郎）、大石秀一郎（近藤孝行）、不二周助（甲斐田ゆき）、菊丸英二（高橋広樹）、乾貞治（津田健次郎）、河村隆（川本成）、桃城武（小野坂昌也）、海堂薫（喜安浩平）、跡部景吾（諏訪部順一）、忍足侑士（木内秀信）、向日岳人（保志総一朗）、宍戸亮（楠田敏之）、鳳長太郎（浪川大輔）、日吉若（岩崎征実）、真田弦一郎（楠大典）、柳生比呂士（津田英佑）、仁王雅治（増田裕生）、丸井ブン太（高橋直純）、切原赤也（森久保祥太郎）、木手永四郎（新垣樽助）、白石蔵ノ介（細谷佳正）、千歳千里（大須賀純）、忍足謙也（福山潤）、石田銀（高塚正也）、遠山金太郎（杉本ゆう）、神尾アキラ（鈴木千尋）、伊武深司（森山栄治）、千石清純（鳥海浩輔）
4. ↑  緑川光、小西克幸、小野坂昌也、鈴木千尋、鳥海浩輔、木村良平、逢坂良太